# Spowiedź szaleńca
Spowiedź szaleńca (fr. Le plaidoyer d'un fou) – powieść autobiograficzna autorstwa Augusta Strindberga, która opisuje jego związek z pierwszą żoną Siri von Essen (powieściowa Maria).

## Historia powstania i edycji
Powieść pierwotnie ukazała się jedynie w języku niemieckim (Die Beichte eines Thoren, 1893) i francuskim (Le plaidoyer d'un fou, 1895). W zamyśle autora nie miała się ukazać po szwedzku, jednakże szwedzkie czasopismo „Budkaflen” dokonało przekładu z wydania niemieckiego, drukując tę powieść w odcinkach w latach 1893–1894, mimo protestów pisarza.  Oryginalny rękopis w języku francuskim, sporządzony ręką pisarza w latach 1887–1888, zaginiony bez śladu po roku 1896, został odnaleziony dopiero w roku 1973 w Oslo (wchodził w skład spuścizny po zmarłym w roku 1944 malarzu Edwardzie Munchu). W kilka lat później ukazała się ona w Szwecji w przekładzie Hansa Levandera (En dåres förstvarstal, 1976)
W roku 1988 Państwowy Instytut Wydawniczy wydał Spowiedź szaleńca w przekładzie i opracowaniu Janusza Bogdana Roszkowskiego. Drugie wydanie w Polsce miało miejsce w roku 1997. Trzecie w roku 2005 w serii wydawniczej Biblioteka „Gazety Wyborczej: XIX wiek.

## Treść
Książka opisuje związek autora (Augusta Strindberga) z pierwszą żoną Siri von Essen (powieściowa Maria).

## Kontrowersje
Bohaterka powieści, eksbaronowa Siri von Essen, czyli „księżniczka, z którą krew zmieszał świniopas”, już 9 listopada 1893 napisała do swej przyjaciółki, Béate Schück: „Miałam zaszczyt przeczytać tę uroczą książkę”. Ich pierworodna córka Karin też zdawała się nie podzielać kontrowersyjnych poglądów swego ojca, publikując w obronie swej matki dwie głośne książki Strindbergs första hustru (Pierwsza żona Strindberga, 1925) oraz Så var det i verkligheten (Tak było w rzeczywistości, 1956).
Powieść Die beichte eines Thoren wywołała w Niemczech i w Austrii niesłychany skandal i niebawem zaprowadziła Strindberga na ławę sądową w Berlinie z oskarżenia o obrazę moralności. W momencie wydania książki Strindberg zawarł właśnie związek małżeński z drugą żoną, Fridą Uhl, córką radcy dworu cesarskiego w Wiedniu. Wstrząśniętej Fridzie, która zapytywała siebie w duchu: czy pewnego razu mnie też tak nie obsmaruje?, wyjaśnił: „Musiałem wydać tę książkę, bo moje dzieci umarłyby z głodu!"